# テナガ・ナショナル

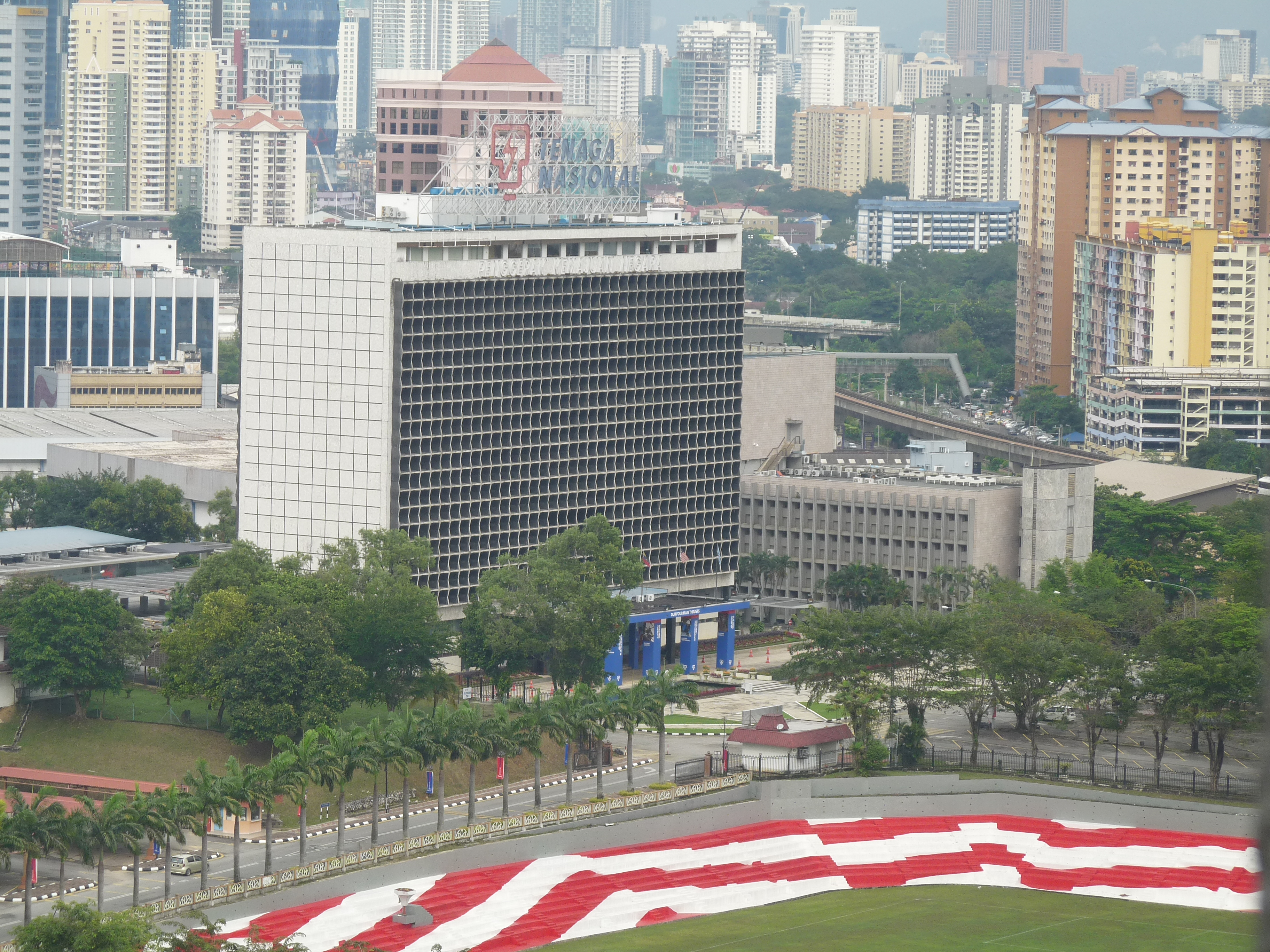
テナガ・ナショナル

テナガ・ナショナル（Tenaga Nasional Berhad）は、マレーシアの電力会社。現地ではTNBと略される。テナガとは、マレー語で「エネルギー」の意味。東南アジアでも最大級の電力企業で、マレーシアで水力発電や火力発電、送電・配電事業を行うほか、インドネシアやインドなどでも事業を行っている。
前身はマレーシアの国家電力委員会（National Electricity Board, NEB）であったが、1988年に民営化方針が発表され、1990年2月1日にテナガ・ナショナルが発足した。